# Charles Hamilton Aide

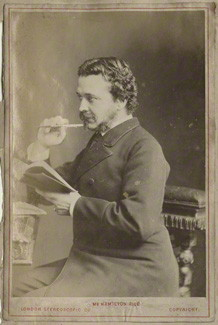
Charles Hamilton

Charles Hamilton Aide (* 1826 in Paris; † 13. Dezember 1906 in London), selten auch Charles Hamilton Aidé bzw. Charles Hamilton Aïdé geschrieben, war ein englischer Autor armenischer Abstammung.

## Leben und Wirken
Aide war der Sohn eines armenischen Kaufmanns in Paris, seine Mutter die Tochter des britischen Admirals George Collier (1738–1795). Francis Augustus Collier (1783–1849), ebenfalls ein hoher britischer Marineoffizier war sein Onkel.
1830, am Vorabend der Julirevolution von 1830, (→Restauration) wurde sein Vater in einem Duell getötet. Daraufhin verließ seine Mutter zusammen mit ihm Frankreich und kehrte nach England zu ihrer Familie zurück.
Nach seiner Schulzeit studierte Aide an der Universität Bonn und diente nach seiner Rückkehr sieben Jahre in der British Army. Im Rang eines Captains verließ er 1853 die Armee und ließ sich in Lyndhurst (Hampshire) nieder, wo er zusammen mit seiner Mutter wohnte. Nach dem Tod seiner Mutter 1875 zog Aide in die Nähe von Queen Anne’s Gate (City of London), wo seine große Wohnung bald schon zum regelmäßigen Treffpunkt von Literaten wurde.
Laut dem Dictionary of National Biography verfasste er mehrere Gedichtbände sowie Liedtexte, insgesamt 19 Romane sowie mehrere Dramen. Seine Komödie A Nine Day's Wonder wurde 1875 im Royal Court Theatre uraufgeführt. Zeichnungen, die er von seinen Reisen mitbrachte, wurden mehrfach in öffentlichen Ausstellungen präsentiert.
Charles Hamilton Aide starb am 13. Dezember 1906 mit achtzig Jahren in London und fand dort auch seine letzte Ruhestätte. Der Journalist und Schriftsteller Morton Fullerton (1865–1952) fungierte als Aides Testamentsvollstrecker.

## Werke (Auswahl)
- Morals and Mysteries, 1872
- A Nine Days Wonder, 1875
- Introduced to Society, 1880
  - deutsch: Vornehme Gesellschaft. Roman. Engelhorn, Stuttgart 1884 (übersetzt von Auguste Scheibe)
- Passages in the Life of a Lady in 1814-1815-1816, 1887
  - deutsch: Imogen. Roman in 2 Bänden. Autorisierte Übersetzung von Emmy Becher. Engelhorn, Stuttgart 1890.
- Carr of Carrlyon, 1899
- Jane Treachel, 1899
  - deutsch: Die Erzieherin. Übersetzung aus dem Englischen von Alwina Vischer. Engelhorn, Stuttgart 1902.
- Dark Mystery, 1900
  - deutsch: Ein dunkles Geheimnis. Kriminalroman. Weichert, Berlin 1904
- Cliff Mystery, 1904
  - deutsch: Das Geheimnis der Klippe. Erzählung. Deutsch von Wilma Willerer. Hillger, Berlin 1910.

## Belege
1. ↑  The Dictionary of National Biography (1912), Vol. II, p. 2463.

| Personendaten    | Personendaten             |
| ---------------- | ------------------------- |
| NAME             | Aide, Charles Hamilton    |
| KURZBESCHREIBUNG | englischer Schriftsteller |
| GEBURTSDATUM     | 1826                      |
| GEBURTSORT       | Paris                     |
| STERBEDATUM      | 13. Dezember 1906         |
| STERBEORT        | London                    |